# What Ever Happened to Baby Jane?/I've Written a Letter to Daddy
What Ever Happened to Baby Jane?/I’ve Written a Letter to Daddy è il primo 45 giri delle cantanti statunitensi Bette Davis e Debbie Burton, pubblicato dalla MGM (Metro-Goldwyn-Mayer, per il mercato statunitense), dalla London (per quello britannico) e dalla DME (Durium Marche Estere, per quello italiano) nel 1962.
Entrambi i brani sono tratti dalla colonna sonora del film Che fine ha fatto Baby Jane, dello stesso anno.

## Staff artistico
- Debbie Burton – voce
- Bette Davis – voce[1]
- Bobby Helfer – direzione orchestrale

## Tracce
Testi di Frank De Vol Lukas Heller, musiche di Frank De Vol; edizioni musicali Seven Arts Music Corp. BMI (per gli Stati Uniti) / Durium (per l'Italia).
1. What Ever Happened to Baby Jane? (feat. Bette Davis) – 2:46
2. I've Written a Letter to Daddy – 2:52